# Раслица
Раслица — река в России, протекает в Великолукском районе Псковской области. Длина реки составляет 23 км. Уклон реки — 0,45 м/км.
Река берёт начало в озере Горецкое и течёт на север. Высота истока — 148,2 м над уровнем моря. Через 0,5 км слева впадает река Некраса. У деревни Сенчиты Успенской волости Раслица протекает через озеро Сенчитское. Впадает в озеро Савинское (из которого вытекает Вскуица) в 1 км к северу от деревни Савино Успенской волости. Высота устья — 137,9 м над уровнем моря.
На реке расположены деревни: Горки (на озере Горецком) Успенской волости, Вальнево Пореченской волости. Ниже деревни Успенской волости: Темрево, Сенчиты, Пирогово, Федорково, Плаксино, Гусаково, Березье, Букино.
Система водного объекта: Савинское → Крупица → Ловать → Волхов → Нева → Балтийское море.

## Данные водного реестра
По данным государственного водного реестра России относится к Балтийскому бассейновому округу, водохозяйственный участок реки — Ловать и Пола, речной подбассейн реки — Волхов. Относится к речному бассейну реки Нева (включая бассейны рек Онежского и Ладожского озера).
Код объекта в государственном водном реестре — 01040200312102000022813.